# Basketball sleeve
Pour les articles homonymes, voir Sleeve.

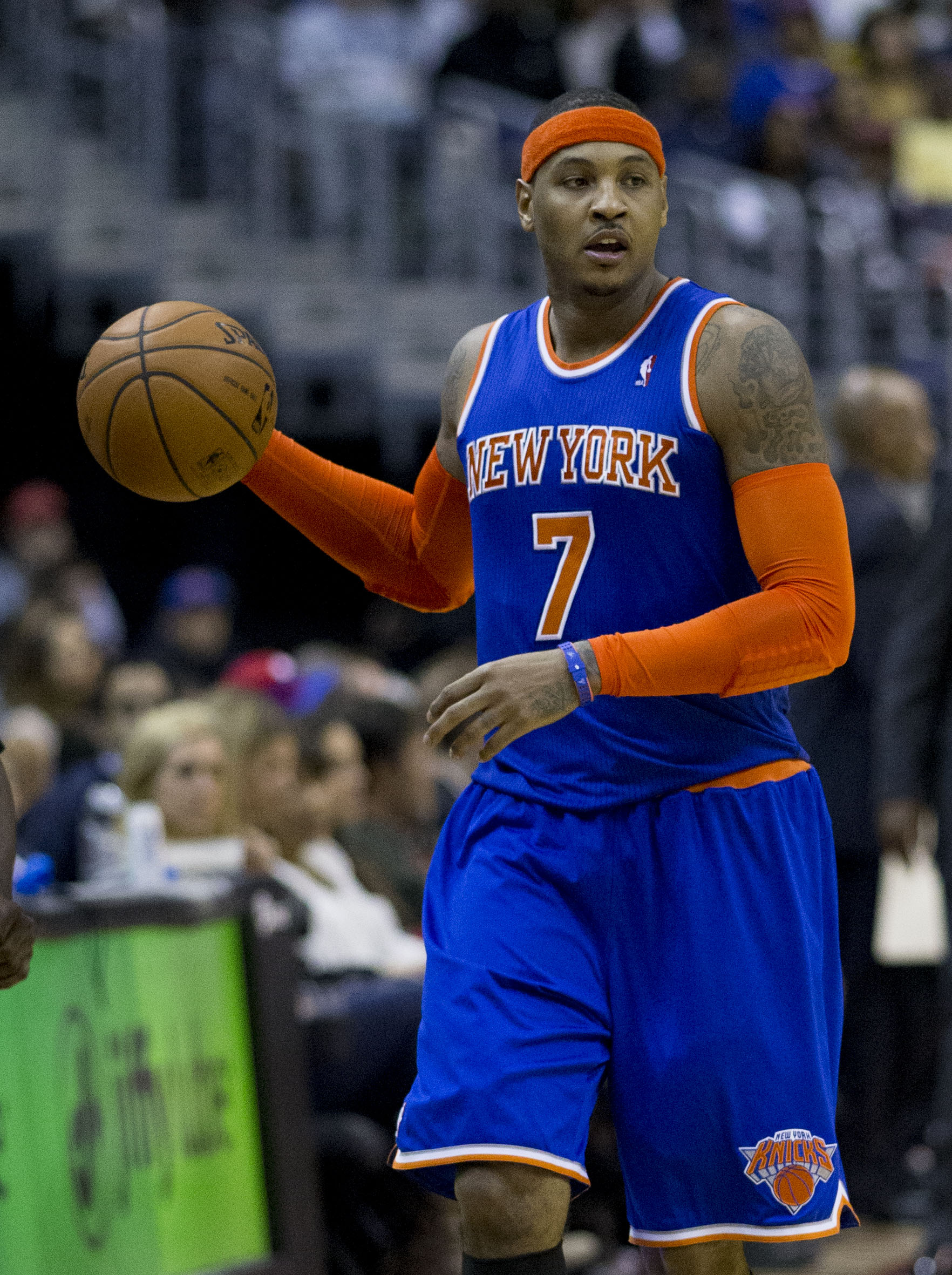
Carmelo Anthony portant des sleeves avec protection au coude sur ses deux bras.

Un basketball sleeve (« gaine de basket-ball ») est un accessoire utilisé par les joueurs de basket-ball. Fabriqué en nylon et en élasthanne extensibles, le sleeve couvre le bras et l'avant-bras du joueur, du biceps au poignet. Il est également nommé shooting sleeve, shooter sleeve ou arm sleeve.

## Création

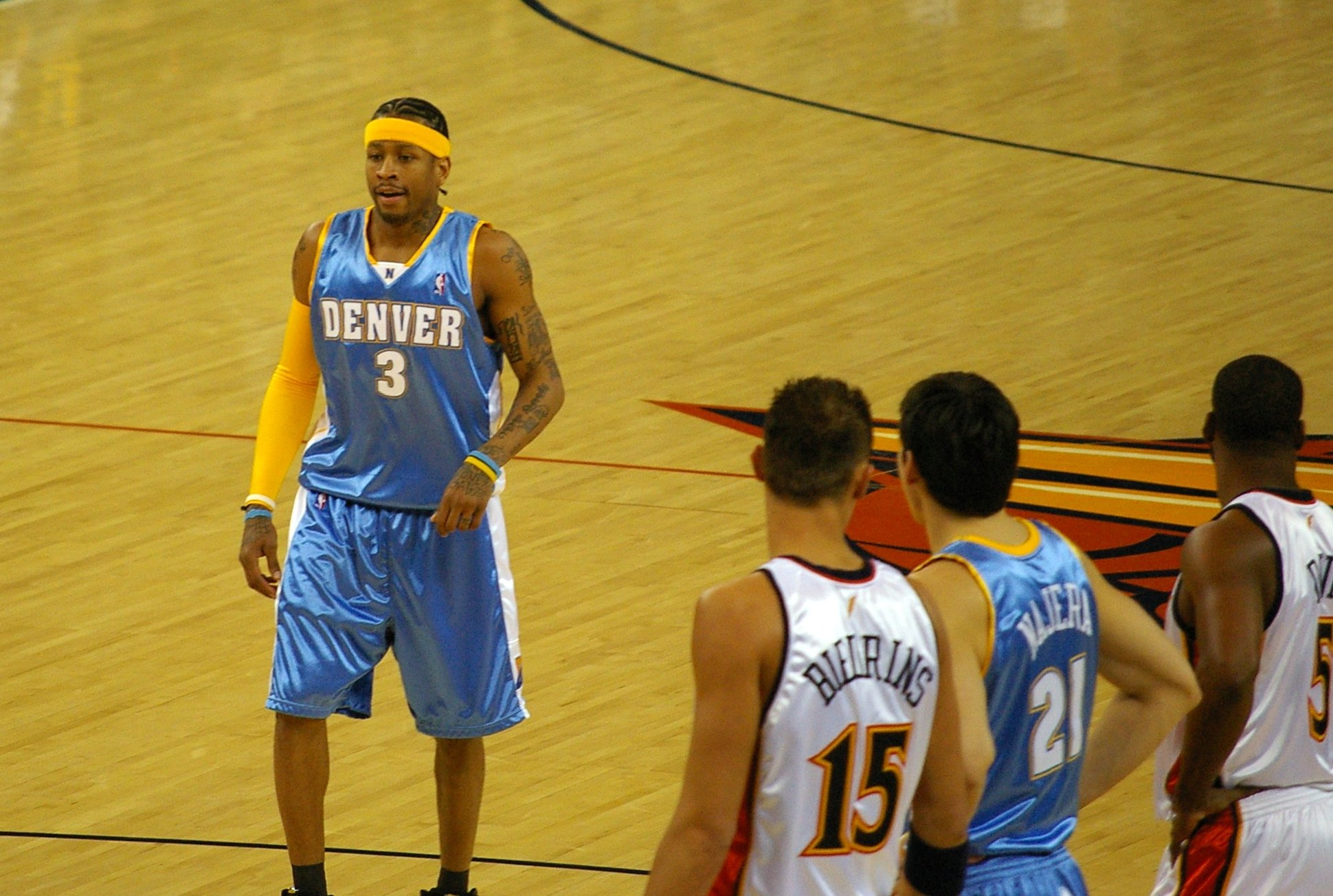
Le joueur américain Allen Iverson (n°3) avec un basketball sleeve sur son bras droit.

Durant la saison NBA 2000-2001, en raison d'un hygroma au coude droit, le joueur Allen Iverson est le premier à utiliser un sleeve en compétition. Par la suite, des amateurs de basket commencent à porter le sleeve comme accessoire de mode, si bien qu'en 2008 il s'agit des accessoires les plus vendus par la NBA après les tenues et les chaussures. D'autres joueurs tels que Ray Allen, Vince Carter, Russell Westbrook, Carmelo Anthony, Dwyane Wade, Kobe Bryant ou encore LeBron James en ont également porté. Certains joueurs portent également des sleeves aux jambes. 
Iverson a continué à porter son sleeve après la guérison de son coude, ce qui a conduit certains à penser que cet accessoire joue un rôle de placebo et peut éviter de nouvelles blessures. Les sleeves peuvent également jouer un rôle de stabilisateur du bras, ce qui permettrait au joueur de gagner en précision au tir ; on parle alors de shooting sleeve. Certains joueurs pensent également que l'effet de compression des gaines permet aux muscles de rester chauds et améliore la circulation sanguine, facilitant ainsi la récupération. Des études ont montré que les sleeves peuvent réduire les douleurs et les courbatures, mais leur efficacité globale n'a pas encore été démontrée.